# Alexandr Romanovič Běljajev
Alexandr Romanovič Běljajev (rusky Александр Романович Беляев, 16. března 1884 (podle starého kalendáře 3. března) v Smolensku, Rusko – 6. leden 1942 Puškin, SSSR) byl ruský spisovatel, který se věnoval fantastice. Z řady jeho prací vyniká Hlava profesora Dowella a Člověk obojživelník.

## Životopis

### Mládí
Jeho otec byl duchovním a Alexandr, přezdívaný Saša na jeho přání docházel do semináře od svých 11 let. Rád si četl a zajímalo jej divadlo do té míry, že jej i ochotnicky hrál a režíroval. Hrál na housle i recitoval. Když ve svých 17 letech studium na kněžském semináři ukončil, rozhodl se s duchovní kariérou skončit a začal se studiemi práv. A i při tomto studiu pokračoval ve hraní, s jedním ze smolenských divadel měl uzavřenou smlouvu. Během studií se zajímal např. o fotografování, studoval i reakce odsouzenců před popravou. Tyto znalosti později uplatnil při psaní.

### Právníkem
Po zdárném studiu vykonával úspěšně právnickou profesi a za vydělané peníze cestoval, byl v Itálii i Francii. Krátce před vypuknutím I. světové války se vrátil domů, ale roku 1915 prodělal těžké onemocnění tuberkulózou. Polehával 6 let a následky si nesl po celý zbytek života.
V roce 1921 se přestěhoval do Moskvy, kde si našel místo právníka u poštovní správy. V Moskvě začal ve volných chvílích psát. Inspiroval se romány Julese Verna a Alexeje Tolstého.

### Spisovatelem
Už jeho první dílo Hlava profesora Dowella, mu vydal časopis Vsemirnyj sledospyt roku 1925. Protože se dílo setkalo s příznivou odezvou čtenářů, psal dál. V roce 1926 mu stejný časopis uveřejnil literární práce Ostrov ztracených lodí a Poslední člověk z Atlantidy (obě byly vydány mnohem později i v Československu). O dva roky později mu časopis (a téhož roku vydáno i knižně) vytiskl román Člověk obojživelník, který se dočkal vydání v řadě států a byl i zfilmován. V roce 1929 pak vydal román Prodavač vzduchu a následovala řada dalších. Začal si psát i se zakladatelem kosmonautiky K. E. Ciolkovským.
V roce 1931 se z Moskvy odstěhoval do Carského Sela (později Puškin) u Leningradu. Začal mít problémy s vydáváním dalších prací, nastoupil do zaměstnání v podniku Lenryba a kvůli práci odcestoval do dalekého Murmanska. Psal dál a po krátké odmlce mu byly vydány další práce – dodnes ceněný vědeckofantastický román Skok do prázdna, pak Laboratoř W, Ariel i jiné. Napsal za svůj život 17 románů, mnoho povídek i novinových článků.

### Na sklonku života
Na začátku II. světové války znovu onemocněl. V roce 1940 mu operovali ledvinu (operaci sledoval na vlastní přání v zrcadle). V roce 1942 Puškino obsadili Němci, byt mu poničilo gestapo, byl podroben výslechům. Nemocný Běljajev útrapy nevydržel a 6. ledna 1942 zemřel ve svých 57 letech.

## Dílo
- Hlava profesora Dowella (1925, rusky Голова профессора Доуэля) - román s hororovým zabarvením. Čerstvá absolventka medicíny Mari Lorandová získala práci v chirurgické laboratoři profesora Kerna, kde uviděla hlavu zesnulého význačného neurobiologa Dowella, kterou Kern oživil a uměle ji udržuje při životě. Mari postupně odhalila, že  Kern byl Dowellovým spolupracovníkem, ale nyní si nárokuje jeho úspěchy. Po rozhovoru s profesorem a po asistenci u dalšího oživování se rozhodne tajemství prozradit, proto ji profesor Kern zavře na psychiatrii.

Kniha byla zfilmována (film SSSR 1967) i zdramatizována (Český rozhlas (2006): Radek Veselý, v roli prof. Dowella Petr Pelzer, prof. Kern: Ivan Trojan).
- Ostrov ztracených lodí (1926, rusky Остров погибших кораблей) - v Sargasovém moři vznikne umělý ostrov z vraků lodí, na němž jeho obyvatelé prožívají podivný život ničený chamtivostí a touhou po bohatství.
- Poslední člověk z Atlantidy (1926, rusky Последний человек из Атлантиды)
- Génius zkázy (1926, rusky Властелин мира)
- Člověk obojživelník (1928, rusky Человек-амфибия) - děj románu se odehrává na argentinském pobřeží. Hlavním hrdinou je Indián Ichtyandr, který se v mládí setkal s doktorem Salvátorem a podstoupil operaci, při níž mu byly voperovány žraločí žábry. Díky tomu je Ichtyandr schopen žít pod vodou a dokáže pobývat i na souši. Ichtyandr je zajat zločineckým obchodníkem a donucen lovit pro něj perly. Dr. Salvátor se musí hájit před soudem, neboť se opovážil pozměnit „dokonalé boží dílo“ - člověka. Román byl zfilmován.
- Válka ve vzduchoprázdnu (1928)
- Prodavač vzduchu (1929, rusky Продавец воздуха) - příběh vědce, jenž se dostane do podzemní továrny na výrobu kapalného vzduchu, kterou na sovětském území tajně vybudovali kapitalisté.
- Člověk, který našel svou tvář (1929, rusky Человек, нашедший своё лицо) - román předpojal možnosti biologického inženýrství.[5]
- Skok do prázdna (1933, rusky Прыжок в Ничто) - na Zemi probíhá socialistická revoluce a několik kapitalistů plánuje opustit planetu a zamířit k Venuši.
- Zázračné oko (1935, rusky Чудесное око)
- Laboratoř W (1938) - sbírka obsahující 3 novely: Věčný chléb, Laboratoř W a Vzducholoď.
- Ariel (1941, rusky Ариэль) - příběh mladíka, který po lékařském zásahu dokáže létat. Štěstí mu to nepřinese, naopak se stane štvancem.[5]